# Hervé Hadmar
Hervé Hadmar est un réalisateur et scénariste français né le 24 mai 1963.
Il est connu pour avoir créé et réalisé, en collaboration avec Marc Herpoux, les séries télévisées Les Oubliées en 2008, Pigalle, la nuit en 2009, Signature en 2011, et Les Témoins en 2014.

## Biographie
Hervé Hadmar est graphiste de formation, passionné depuis l'enfance par la bande dessinée et les séries télévisées. Il étudie à l'École supérieure des sciences économiques et commerciales (ESSEC). Il travaille pendant plus de dix ans comme directeur artistique dans la publicité avant d'écrire et réaliser son premier court-métrage Cuit à la vapeur en 1996. Deux ans plus tard, en 1998, il écrit et réalise son premier long métrage, Comme un poisson hors de l'eau, avec Monica Bellucci, Tchéky Karyo et Dominique Pinon.
Il change alors de genre en se concentrant sur les séries télévisées. Il s'associe avec le scénariste Marc Herpoux pour créer et réaliser Les Oubliées, série diffusée en 2008 sur France 3 et mettant en scène Jacques Gamblin. Ils continuent leur collaboration sur Pigalle, la nuit, diffusée en 2009 sur Canal+, puis Signature, diffusée en 2011 sur France 2. Les Témoins, série télévisée avec Thierry Lhermitte et Marie Dompnier diffusée fin 2014 sur La Une (Belgique) puis en 2015 sur France 2, constitue la quatrième collaboration entre Hervé Hadmar et Marc Herpoux.
La série est donc devenue son support de prédilection, qu'il « compare d’ailleurs davantage que le cinéma à la littérature ».

## Filmographie

### Réalisateur

#### Cinéma
- 1996 : Cuit à la vapeur (court-métrage)
- 1998 : Comme un poisson hors de l'eau (film)

#### Télévision
- 2008 : Les Oubliées (mini-série)
- 2009 : Pigalle, la nuit (série télévisée)
- 2011 : Signature (série télévisée)
- 2014 : Les Témoins (série télévisée)
- 2015 : Au-delà des murs (mini-série)
- 2017 : Les Témoins (saison 2)
- 2020 : Romance (mini-série)
- 2022 : Notre-Dame, la part du feu (mini-série Netflix)
- 2024 : Homejacking (mini-série de 6 épisodes sur OCS)[4]

### Scénariste

#### Cinéma
- 1995 : Départementale 968 (court-métrage)
- 1995 : 967 et les anges (court-métrage)
- 1996 : Cuit à la vapeur (court-métrage)
- 1998 : Comme un poisson hors de l'eau (film)

#### Télévision
- 2008 : Les Oubliées (mini-série)
- 2009 : Pigalle, la nuit (série télévisée)
- 2011 : Signature (série télévisée)
- 2014 : Les Témoins (série télévisée)
- 2015 : Au-delà des murs (mini-série)
- 2017 : Les Témoins (saison 2)
- 2020 : Romance (mini-série)

## Distinctions

### Nominations
- Paris Film Festival 1999 : Grand prix pour Comme un poisson hors de l'eau
- Festival de télévision de Monte-Carlo 2010 : Prix de la presse, meilleure série française pour Pigalle, la nuit